# عد يا حبيبي
عد يا حبيبي (بالإنجليزية: Lover Come Back)‏ هو فيلم رومانسي كوميدي أمريكي من إخراج ديلبرت مان وبطولة روك هدسون، دوريس داي، توني راندال، إيدي آدمز وجاك اوكي. صدر الفيلم في 20 ديسمبر 1961.

## وصلات خارجية
- عد يا حبيبي على موقع IMDb (الإنجليزية)
- عد يا حبيبي على موقع ميتاكريتيك (الإنجليزية)
- عد يا حبيبي على موقع الموسوعة البريطانية (الإنجليزية)
- عد يا حبيبي على موقع روتن توميتوز (الإنجليزية)
- عد يا حبيبي على موقع نتفليكس (الإنجليزية)
- عد يا حبيبي على موقع قاعدة بيانات الأفلام العربية
- عد يا حبيبي على موقع ألو سيني (الفرنسية)
- عد يا حبيبي على موقع Turner Classic Movies (الإنجليزية)
- عد يا حبيبي على موقع أول موفي (الإنجليزية)
- عد يا حبيبي على موقع بوكس أوفيس موجو (الإنجليزية)